# Riccardo Fogli
Riccardo Fogli, född 21 oktober 1947 i Pontedera, är en italiensk sångare.

## Diskografi

### Album
- ’’Ciao amore, come stai’’ (1973)
- ’’Riccardo Fogli’’ (1976)
- ’’Il sole, l'aria, la luce, il cielo’’ (1977)
- ’’Io ti porto via’’ (1978)
- ’’Che ne sai’’ (1979)
- ’’Alla fine di un lavoro’’ (1980)
- ’’Campione’’ (1981)
- ’’Collezione’’ (1982)
- ’’Compagnia’’ (1982)
- ’’Il primo Riccardo Fogli’’ (Collection) (1982)
- ’’Torna a sorridere’’ (1984)
- ’’1985’’ (1985)
- ’’Le infinite vie del cuore’’ (1987)
- ’’Storie di tutti i giorni’’ (Collection) (1987)
- ’’Amore di guerra’’ (1988)
- ’’Non finisce così’’ (1989)
- ’’Sentirsi uniti’’ (1990)
- ’’A metà del viaggio’’ (1991)
- ’’Canzoni d'amore’’ (Collection) (1991)
- ’’Teatrino meccanico’’ (1992)
- ’’Mondo’’ (Collection) (1992)
- ’’Nella fossa dei leoni’’ (1994)
- ’’Fogli su Fogli’’ (Unplugged) (1995)
- ’’Romanzo’’ (1996)
- ’’Greatest Hits’’ (1997)
- ’’Ballando’’ (1998)
- ’’Matteo’’ (Recordings of 1976) (1999)
- ’’Il mondo di Riccardo Fogli’’ (Collection) (1999)
- ’’Storie di tutti i giorni’’ (Live) (2002)
- ’’Il Vincitore - Musicfarm’’ (2004)
- ’’Storie d'amore’’ (Antologi + 3 outgivna) (2004)
- ’’Ci saranno giorni migliori’’ (2005)
- ’’Riccardo Fogli’’ (bok + CD) (2008)

### Singlar
- "Zan zan" \ "I 10 comandamenti dell'amore" (1970)
- "Due regali" \ "Oh Mary" (1973)
- "Strana donna" \ "La prima notte senza lei" (1973)
- "Complici" \ "Strana donna" (1974)
- "Amico sei un gigante" \ "Una volta di più" (1974)
- "Guardami" \ "Gente per bene" (1975)
- "Mondo" \ "Finito" (1976)
- "Ti voglio dire" \ "Viaggio" (1976)
- "Stella" \ "Anna ti ricordi" (1977)
- "Ricordati" \ "Paola" (1977)
- "Io ti porto via" \ "Si alza grande nel sole, la mia voglia di te" (1978)
- "Che ne sai" \ "Come una volta" (1979)
- "Pace" \ "Che amore vuoi che sia" (1979)
- "Ti amo però" \ "È l'amore" (1980)
- "Scene da un amore" \ "Angelina" (1980)
- "Malinconia" \ "La strada" (1981)
- "Storie di tutti i giorni" \ "L'amore che verrà" (1982)
- "Compagnia" \ "Piccoli tradimenti" (1982)
- "Per Lucia" \ "Altri tempi" (1983)
- "Torna a sorridere" \ "Diapositive" (1984)
- "Sulla buona strada" \ "Greta" (1985)
- "Voglio sognare" \ "Tempi andati" (1985)
- "Dio come vorrei" \ "Buone vibrazioni" (1985)
- "Amore di guerra" (1988)
- "Non finisce così" \ "Delicata" (1989)
- "Ma quale amore" \ "È tempo per noi" (1990)
- "Io ti prego di ascoltare" \ "A metà del viaggio" (1991)
- "In una notte così" \ "Un'altra volta te" (1992)
- "Voglio le tue mani" \ "Se il cuore non contasse niente, uomini col borsello" (1992)
- "Storia di un'altra storia" (1993)
- "Quando sei sola" (1994)
- "Ci saranno giorni migliori" (2005)